# Kościół św. Mikołaja w Benicach
Kościół św. Mikołaja w Benicach – rzymskokatolicki kościół parafialny we wsi Benice, w powiecie krotoszyńskim. Należy do dekanatu Krotoszyn.

## Historia
Obecna świątynia jest murowana, jednonawowa, renesansowa, posiada wysoką wieżę, wybudowana została w 1598 roku dzięki staraniom Anny z Łukowa Rozdrażewskiej, tutaj też mieści się jej nagrobek. Budowla została konsekrowana w 1644 roku przez biskupa sufragana poznańskiego Jana Baykowskiego. Od 1790 roku świątynia posiada relikwie Krzyża Świętego. W 1908 roku wnętrze budowli zostało zniszczone przez pożar. Budowla została na nowo odrestaurowana i wyposażona. W 1912 został konsekrowany nowy ołtarz główny. W czasie drugiej wojny światowej, po aresztowaniu ks. proboszcza Franciszka Grześka, świątynia została zamknięta i zamieniona na magazyn. Naczynia liturgiczne, sprzęt kościelny i dzwony zostały zrabowane przez hitlerowców. W styczniu 1945 roku kościół został uszkodzony na skutek walk, po wojnie budowla została po raz kolejny odnowiona.